# Perșotravneve, Zinkiv
Perșotravneve (în ucraineană Першотравневе) este localitatea de reședință a comunei Perșotravneve din raionul Zinkiv, regiunea Poltava, Ucraina.

## Demografie
Componența lingvistică a localității Perșotravneve
     Ucraineană (99,66%)
     Alte limbi (0,34%)
Conform recensământului din 2001, majoritatea populației localității Perșotravneve era vorbitoare de ucraineană (99,66%), existând în minoritate și vorbitori de alte limbi.